# Chiesa di San Salvatore (Torino di Sangro)
La chiesa di San Salvatore si trova a Torino di Sangro in provincia di Chieti e arcidiocesi di Chieti-Vasto.

## Storia
La prima data certa è del 1302 in cui in un documento viene citata come possedimento delle abbazie di Santo Stefano in Rivomaris e di Arabona, ma ipotesi la vogliono più antica, tuttavia la costruzione in mattoni fa ritardare la costruzione o, almeno di un rifacimento, nella seconda metà del Cinquecento, ma certamente all'inizio, all'epoca della sua fondazione, era molto più piccola e, nel corso di varie modifiche fu rimaneggiata ed ampliata più volte.
Restauri certi si hanno nel 1848 e nel 1849 su commissione dell'arciprete Alessio Tessitore che fece ingrandire ed abbellì di fronzoli in stucco la navata centrale inoltre fece costruire le cappelle:
- della Madonna del Carmine (ove l'avv. F.P. Priori volle farsi seppellire lui stesso e la sua famiglia, come da sua esplicita richiesta del 1858, richiesta che venne attuata solo fino al 1866, come da veto sanitario);
- della Madonna del Rosario;

fece, inoltre, restaurare gli altari:
- della Maddalena
- e di sant'Antonio abate

e fece eseguire degli affreschi sulla volta dal De Benedictis nel 1857.
Nel 1894 la giunta comunale fece rinnovare parte della chiesa:
- le porte della facciata,
- l'altare maggiore,
- il pavimento,
- il palco dell'organo,
- la ripulitura del coro, e degli altari del battistero e di varie altre parti della chiesa

fece costruire inoltre la balaustra in marmo, la chiesa fu riammessa al culti il 26 novembre del 1908.
Un altro restauro si ebbe nel 1955.
Ulteriori lavori si ebbero nel 1998 quando fu cambiato il pavimento, rimodernato l'impianto elettrico e demolita la balaustra di marmo.

## Struttura
La facciata è in muratura con trabeazione ed è trilobata secondo lo schema interno a navate. La porzione aggettante centrale è stata risistemata negli anni '60, togliendo delle aggiunte non pertinenti di un restauri incompiuto, in modo da dare armonia all'insieme. Ha un portale centrale con cornice modulata, che si ispira a quella della chiesa parrocchiale di Castel Frentano. I portali laterali hanno timpano semicircolare. Un cornicione marcapiano separa I portali dal settore superiore della facciata; nel reparto centrale c'è un finestrone debtro una cornice a timpano triangolare. Sulla destra c'è un piccolo campanile a vela con campane delle ore.
Il campanile della chiesa è posto sul fianco, una robusta torre rettangolare in laterizio.
L'interno è a 3 navate suddivise da pilastri. L'apparato in stucchi è neoclassico, restaurato a metà dell'800. Le volte sono a botte lunettate. L'altare maggiore ha un grande tabernacolo a tempio classico con doppio ordine di colonne cilindriche che reggono dei timpani spezzati, a loro volta sorretti da elementi decorativi vegetali e putti. La tela ospitata è il Cristo porta-croce, opera di Francesco De Benedictis da Guardiagrele, che dipinse le altre 2 tele presso il presbiterio, e presso il vicino santuario della Madonna Lauretana. L'opera è una copia di un altro quadro giovanile della "Pentecoste" per la chiesa parrocchiale di Fara Filiorum Petri, sempre dedicata al Salvatore.
L'altare maggiore è a tabernacolo in scagliola del XVIII secolo con due figure allegoriche, opera di seguaci della bottega ticinese di Girolamo Rizza. Lateralmente all'altare vi sono due tele di un seguace del Solimena: "Adorazione del Bambino" e "Strage degli innocenti".
Nelle nicchie delle navate laterali ci sono statue tardo ottocentesche in cartapesta del Sacro Cuore, di San Sebastiano, della Madonna Immacolata. Nell'ultimo altare della navata destra, in scagliola, è incassata una tela della scuola di Nicola Maria Rossi con la Madonna col Bambino tra due santi martiri; corrispondente a questo altare, nella navata sinistra, è l'altare con la tela della "Sacra Famiglia" di de Benedictis. 
Nella navata sinistra vi è la cappella della famiglia Priori del XIX secolo, in stucco, con un ritratto centrale della Madonna delle Grazie e due nicchie laterali, una ospitante la statua di San Sebastiano, di scuola locale. Altre statue sono di San Gabriele dell'Addolorata.